# یولیوس توچک
یولیوس توچک (چکی: Július Toček؛ ۲۹ سپتامبر ۱۹۳۹ – ۷ اکتبر ۲۰۰۴) قایقران روئینگ اهل چکسلواکی بود.
وی در مسابقات کشوری و بین‌المللی در مجموع برندهٔ ۱ مدال برنز شده‌است.